# Campeonato Europeo de Judo de 1971
El XIX Campeonato Europeo de Judo se celebró en Gotemburgo (Suecia) entre el 20 y el 21 de mayo de 1971 bajo la organización de la Unión Europea de Judo (EJU) y la Federación Sueca de Judo.

## Medallistas

### Masculino
| Evento            | Oro                          | Plata                       | Bronce                                                       |
| ----------------- | ---------------------------- | --------------------------- | ------------------------------------------------------------ |
| –63 kg            | Jean-Jacques Mounier Francia | Shengueli Pitsjelauri URSS  | Ferenc Szabó · Hungría · Karl-Heinz Werner · RDA             |
| –70 kg            | Rudolf Hendel RDA            | Antoni Zajkowski · Polonia  | Pierre Guichard Francia Valeri Dvoinikov URSS                |
| –80 kg            | Guy Auffray Francia          | Guram Gogolauri URSS        | Brian Jacks Reino Unido Patrick Clement Francia              |
| –93 kg            | Helmut Howiller RDA          | Vladimir Pokatayev URSS     | Ernst Eugster · Países Bajos · Peter Snijders · Países Bajos |
| +93 kg            | Willem Ruska · Países Bajos  | Valentin Gutsu URSS         | Alfred Meier RFA Guivi Onashvili URSS                        |
| Categoría abierta | Vitali Kuznetsov URSS        | Santiago Ojeda Pérez España | Henk Kruys · Países Bajos · Reinhard Otto · RFA              |

## Medallero
| Núm. | País         | Oro | Plata | Bronce | Total |
| ---- | ------------ | --- | ----- | ------ | ----- |
| 1    | Francia      | 2   | 0     | 2      | 4     |
| 2    | RDA          | 2   | 0     | 1      | 3     |
| 3    | URSS         | 1   | 4     | 2      | 7     |
| 4    | Países Bajos | 1   | 0     | 3      | 4     |
| 5    | España       | 0   | 1     | 0      | 1     |
| 5    | Polonia      | 0   | 1     | 0      | 1     |
| 7    | RFA          | 0   | 0     | 2      | 2     |
| 8    | Hungría      | 0   | 0     | 1      | 1     |
| 8    | Reino Unido  | 0   | 0     | 1      | 1     |
|      | TOTAL        | 6   | 6     | 12     | 24    |